# Bikini Kill
Bikini Kill är ett amerikanskt punkrock-band som bildades 1990 i Olympia, Washington. Bandet har betytt mycket för riot grrrl-vågen under 1990-talet, och har inspirerat en mängd band under hela 90-talet. Bandet splittrades 1997, men återförenades för turnéer 2019 och 2020.
Bandet bildades 1990 på Evergreen State College av Kathleen Hanna, Kathi Wilcox och Tobi Vail. Tillsammans började de arbeta med ett fanzine som de kallade Bikini Kill, och bildade sedan bandet med samma namn tillsammans med gitarristen Billy Karren som tidigare hade varit med i The Go Team. Hanna skrev de flesta av bandets låtar och skapade en kvinnocentrerad miljö på deras konserter genom att uppmana tjejer att komma fram till scenen och ge dem blad med texter på. 
Efter en independent-demokassett, Revolution Girl Style Now, gav Bikini Kill ut The Bikini Kill EP på indieskivbolaget Kill Rock Stars. Den producerades av Ian MacKaye från Fugazi och började etablera en publik åt bandet. 1993 åkte Bikini Kill till England och började arbeta med Huggy Bear. Tillsammans gjorde de en skiva och turnerade i Storbritannien. Lucy Thane gjorde en dokumentärfilm om turnén som hette It changed my life:Bikini Kill in the UK. Året efter fick riot grrrl-rörelsen mycket uppmärksamhet i media och Bikini Kill utpekades oftare och oftare som ledare för rörelsen. Bandet kände dock att både de och rörelsen misstolkades i medierna.
Bandet återvände till USA och började arbeta tillsammans med Joan Jett från The Runaways, vilkas musik Hanna beskrev som ett tidigt exempel på riot grrrl-estetik. Jett producerade Bikini Kills singel New Radio/Rebel Girl. Vail och Wilcox började skiva låtar 1994, i samband med releasen av Pussy Whipped. Den sista skivan bandet släppte var Reject All American, som kom 1996, och bandet splittrades 1997. Strax innan bandet gick skilda vägar släpptes en singelsamling, The Singles, med låtar som tidigare bara getts ut på vinyl.

## Medlemmar
- Kathleen Hanna - sång
- Kathi Wilcox - bas
- Tobi Vail - trummor
- Billy Karren - gitarr

## Diskografi

### Album
- Bikini Kill — 1992
- Pussy Whipped — 1994
- Reject All-American — 1996

### Singlar
- "New Radio" — 1993
- "The Anti Pleasure Dissertation" — 1995
- "I Like Fucking" — 1995
- "Peel Sessions" — 1996